# Herrenhaus Stora Ek

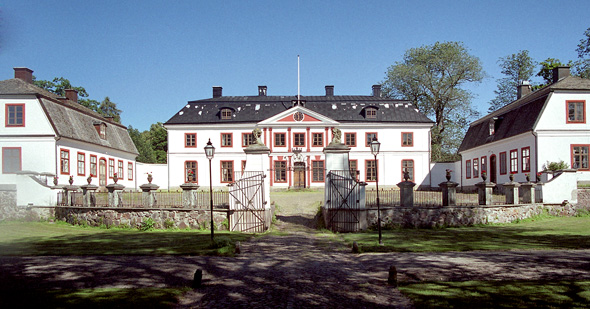
Stora Ek

Das Herrenhaus Stora Ek liegt etwa elf Kilometer südlich der schwedischen Stadt Mariestad.
Stora Ek wurde das erste Mal 1462 erwähnt. Im 18. Jahrhundert waren die Eigentümer Mitglieder der Familie Scheffer, die auch die Bauherren des heutigen Herrenhauses sind. Das Herrenhaus wurde zwischen 1768 und 1778, wahrscheinlich nach Plänen des Architekten Jean Eric Rehn erbaut.
Stora Ek wurde 1967 zum Byggnadsminne erklärt.
Der Runenstein von Stora Ek (Vg 4 – auch Torstenssten genannt) steht etwa 1700 Meter nördlich vom Herrenhaus.